# Ben Fritz
Benjamin James Fritz (San Jose, 29 marzo 1981) è un allenatore di baseball statunitense, attuale bullpen coach dei San Diego Padres (MLB)..